# Bougival
Bougival település Franciaországban, Yvelines megyében. Lakosainak száma 9083 fő (2022. január 1.). Bougival Rueil-Malmaison, La Celle-Saint-Cloud, Croissy-sur-Seine és Louveciennes községekkel határos.

## Népesség
A település népességének változása:
| Lakosok száma | 8729 | 8798 | 8894 | 8699 | 8795 | 8790 | 8983 | 9031 | 9083 |
|               | 2013 | 2015 | 2016 | 2017 | 2018 | 2019 | 2020 | 2021 | 2022 |